# بايكار (شركة)

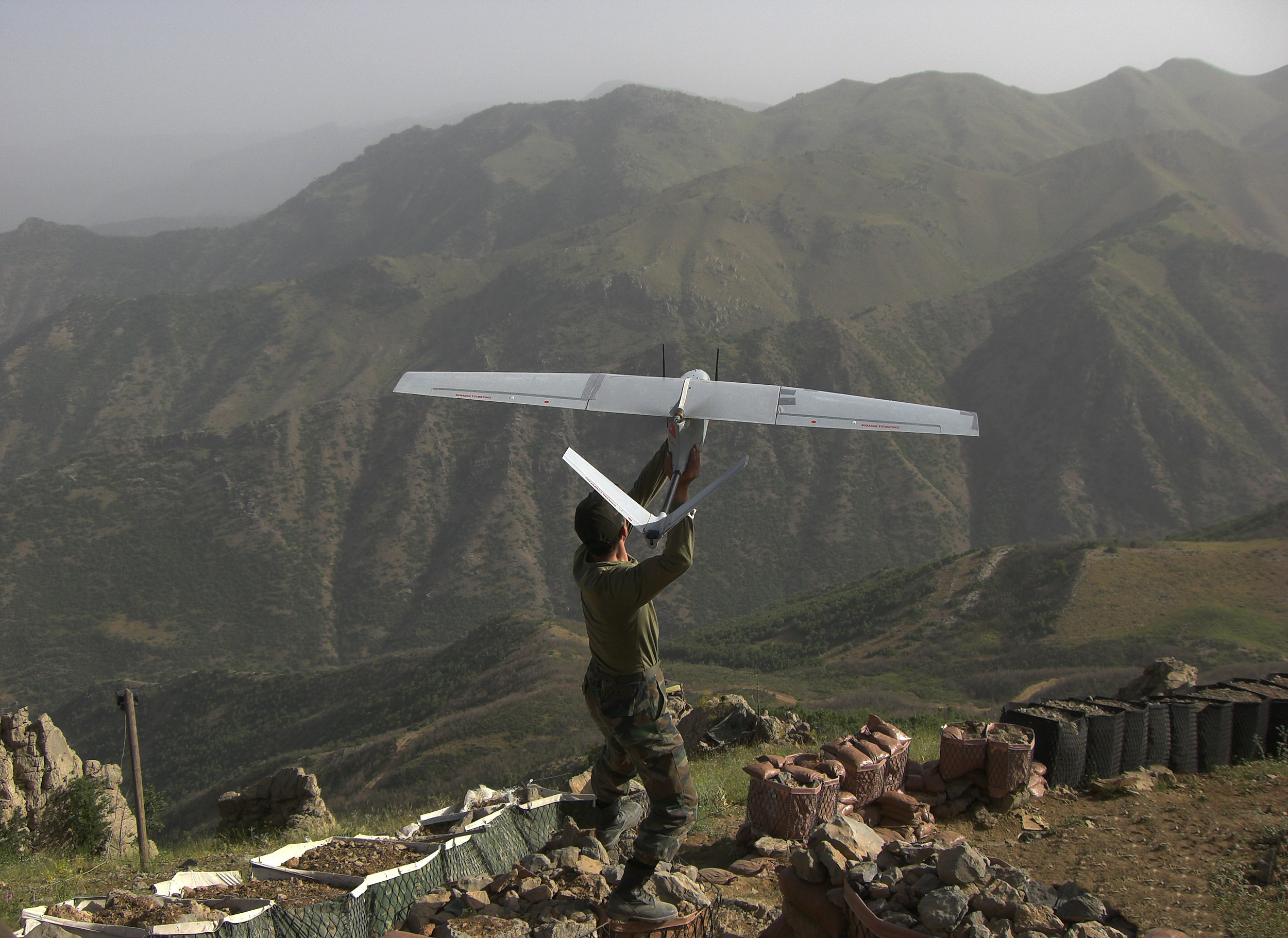
Bayraktar Mini Class بدون طيار

بايكار (بالتركية: Baykar Savunma) هي شركة تركية متخصصة في تقنيات الطائرات المسيرة، تأسست في عام 1984 وقد حولت نفسها إلى شركة صناعة UAV و AI في تركيا.

## المشاريع
- بيرقدار ميني لتطوير المركبات الجوية بدون طيار.
- الجناج المستدير مالاجزرت بدون طيار للمركبات الجوية.
- بيرقدار تي بي 1 النموذج التكتيكي للطائرات بدون طيار.
- بيرقدار تي بي 2 النموذج التكتيكي للطائرات بدون طيار.[4]
- بيرقدار أقنجي.[5]

### مشاريع خارج تركيا
2025، شركة "بايكار" التركية تقرر إنشاء مصنع في المملكة المغربية متخصص في تصميم وتصنيع وصيانة الطائرات المسيرة الحربية، بالإضافة إلى تطوير الحلول التكنولوجية لصناعة الدفاع وإنتاج الأجهزة الإلكترونية والميكانيكية والروبوتية.    